# Homa Bay County
Homa Bay County is een county en voormalig Keniaans district. Het district telt 288.540 inwoners (1999) en heeft een bevolkingsdichtheid van 249 inw/km². Ongeveer 2,7% van de bevolking leeft onder de armoedegrens en ongeveer 71% van de huishoudens heeft beschikking over elektriciteit.